# 서현주 (만화가)
서현주는 대한민국의 만화가이다. 1998년 제1회 '서울문화사 만화대상'에서 단편 〈건망증〉으로 동상을 수상하여 만화잡지 《윙크》에 입성하였다. 대표작으로는 장편 《I WISH...》(아이 위시...)가 있다. 2016년 기준으로는 초등학생 논술잡지 월간《우등생 논술》에서 《토요식당》을 연재중이다.

## 작품 목록

### 단편
| 작품명              | 잡지 게재 | 출판                    | 특징                                                                              |
| ------------------- | --------- | ----------------------- | --------------------------------------------------------------------------------- |
| 〈건망증〉          |           | 2000년 단편집《Fight!》 | 1998년 제1회 서울문화사 만화대상 동상 2007년 《MBC 베스트극장》에서 드라마 제작됨 |
| 〈심장병〉          |           | 2000년 단편집《Fight!》 |                                                                                   |
| 〈돌연변이〉        |           | 2000년 단편집《Fight!》 |                                                                                   |
| 〈Fight!〉(파이트!) |           | 2000년 단편집《Fight!》 | 4부작 중편, 《건드리지 마!》 연작                                                 |

### 장편
| 작품명                        | 연재                                                 | 출판                                      | 특징                                                                        |
| ----------------------------- | ---------------------------------------------------- | ----------------------------------------- | --------------------------------------------------------------------------- |
| 《I WISH...》(아이 위시...)   | 《윙크》                                             | 2000년 서울문화사 전7권                   |                                                                             |
| 《건드리지 마!》              | 《SUGAR》                                            | 2002년 서울문화사 전5권                   |                                                                             |
| 《그들의 일상생활》           | 《윙크》                                             | 2003년 서울문화사 전6권                   |                                                                             |
| 《M의 천국》(엠의 천국)       | 웹진 《SUGAR》 ?년 ?월 ~ 2007년 11월 2호             | 2006년 서울문화사 1~5권 2009년 개인지 6권 | 6권부터 개인지 발행                                                         |
| 《정성이 듬뿍》               | 《우등생 논술》 2010년 2월호 ~ 2011년 1월호          | 없음                                      | 16쪽(4쪽 컬러 + 12쪽 흑백) x 1년(12회) 작가 블로그에서 볼 수 있었으나 내림. |
| 《빅토리아의 위험한 유산》    | 《우등생 논술》 2011년 3월호 ~ 2012년 8월호          | 없음                                      | 총18회                                                                      |
| 《도를 아십니까》             | 《코믹 콘서트》 2011년 1호 ~ 2012년 6호              | 없음                                      | 올컬러, 총6회                                                               |
| 《토요식당》                  | 《우등생 논술》 2011년 ?월호 ~ 2016년 현재 연재중    | 없음                                      | 올컬러 한 회당 8쪽, 연재중                                                  |
| 《호영공주 사람 됐네》        | 《우등생 논술》 2012년 10월호~ 2014년 2월호          | 없음                                      | 한 회당 16쪽, 총15회                                                        |
| 《재투성이 왕자님》           | 《우등생 논술》 2014년 3월호 ~ 2015년 3월호          | 없음                                      | 총12회, 《우등생 논술》 2014년 8월호 휴재                                   |
| 《사랑하지 않을 테면 죽어라》 | 카카오페이지 웹툰 2014년 10월 25일 ~ 2015년 8월 22일 | 없음                                      | 외부 링크 항목 참조                                                         |

## 작품 관련 지식
- 《I WISH...》에는 《그들의 일상생활》의 주인공인 그룹 SOS가 나오는 에피소드가 있다. 먼저 출판된 것은 《I WISH...》이지만 시간순으로는 《그들의 일상생활》이 완결된 뒤의 이야기를 다루고 있다.
- 단편 〈Fight!〉는 《건드리지 마!》의 프리퀄로서 강미랑의 오빠 강영신과 그의 여자친구 김량현에 대한 이야기이다. 《건드리지 마!》의 일부 등장인물이 나온다.
- 《건드리지 마!》와 《그들의 일상생활》의 등장인물은 친인척관계로 맺어져있다. 《건드리지 마!》의 명원은 《그들의 일상생활》의 기획사 사장 명명과 삼촌 조카 사이이고 추광채와 추광명은 형제지간이다.
- 《I WISH...》의 주인공 류진은 《건드리지 마!》에서 카메오 출연하였다.
- 《그들의 일상생활》은 일본 음악 그룹 SMAP를 모델로 만든 작품이다.(추광채-기무라, 신비-고로, 소소-싱고, 고민-나카이)[9]

## 개인지 발행
웹진 《SUGAR》(슈가)가 2007년 11월 2호를 마지막으로 폐간하자 연재작이었던 《M의 천국》의 존속이 불투명해졌다. 그러나 작가는 고료없이 자비출판으로 작품활동을 이어나가기로 결심하였고 2009년 8월에 《M의 천국》6권이 개인지로 발행되었다. 《M의 천국》 6권은 100쪽 정도의 분량에 소량 인쇄된 것이 특징이다.
또한 작가는《I WISH...》의 등장인물이었던 류의와 K를 비롯한 그의 제자들의 이야기인 외전을 개인지로 펴낼 생각을 내보였다. 이들 모두는 작가의 현재 연재작인 《빅토리아의 위대한 유산》과 《도를 아십니까》가 끝난 후 발행될 예정이다.

## 출판 목록
- 《Fight!》(파이트!)

단편집, 2000년 1월 10일 초판발행, 서울문화사, ISBN 89-7099-669-9
수록작품: 〈건망증〉, 〈심장병〉, 〈돌연변이〉, 〈Fight!〉
- 《I WISH...》(아이 위시...)

1권, 2000년 9월 15일 초판발행, 서울문화사, ISBN 89-532-0115-2
2권, 2001년 4월 10일 초판발행, 서울문화사, ISBN 89-532-0731-2
3권, 2001년 7월 20일 초판발행, 서울문화사, ISBN 89-532-0973-0
4권, 2001년 11월 15일 초판발행, 서울문화사, ISBN 89-532-1251-0
5권, 2002년 5월 15일 초판발행, 서울문화사, ISBN 89-532-1827-6
6권, 2002년 10월 25일 초판발행, 서울문화사, ISBN 89-532-3567-7
7권, 2003년 5월 10일 초판발행, 서울문화사, ISBN 89-532-4122-7
- 《건드리지 마!》

1권, 2002년 11월 10일 초판발행, 서울문화사, ISBN 89-532-3608-8
2권, 2003년 4월 10일 초판발행, 서울문화사, ISBN 89-532-4062-X
3권, 2003년 8월 16일 초판발행, 서울문화사, ISBN 89-532-4454-4
4권, 2004년 2월 20일 초판발행, 서울문화사, ISBN 89-532-4974-0
5권, 2004년 7월 30일 초판발행, 서울문화사, ISBN 89-532-5375-6
- 《그들의 일상생활》

1권, 2003년 10월 31일 초판발행, 서울문화사, ISBN 89-562-4640-8
2권, 2004년 1월 30일 초판발행, 서울문화사, ISBN 89-532-4914-7
3권, 2004년 6월 24일 초판발행, 서울문화사, ISBN 89-532-5223-7
4권, 2004년 10월 20일 초판발행, 서울문화사, ISBN 89-532-5671-2
5권, 2005년 3월 31일 초판발행, 서울문화사, ISBN 89-532-6088-4
6권, 2005년 5월 31일 초판발행, 서울문화사, ISBN 89-532-6361-1
- 《M의 천국》(엠의 천국)

1권, 2006년 4월 15일 초판발행, 서울문화사, ISBN 89-532-6904-0
2권, 2006년 8월 14일 초판발행, 서울문화사, ISBN 89-532-7316-1
3권, 2007년 2월 5일 초판발행, 서울문화사, ISBN 978-89-532-7666-6
4권, 2007년 7월 5일 초판발행, 서울문화사, ISBN 978-89-532-7977-3
5권, 2008년 1월 15일 초판발행, 서울문화사, ISBN 978-89-532-8153-0
6권, 2009년 8월 29일 발행, 개인지